# Hoçisht
Hoçisht es un municipio del distrito de Devoll, en el condado de Korçë, Albania. 
Se encuentra ubicado al sureste del país, sobre los montes Grammos, cerca de la frontera con Grecia, al este, con una población a finales del año 2011 de 4461 habitantes.